# Acrocephalus yamashinae
Espèce
Statut de conservation UICN

 EX  : Éteint
Acrocephalus yamashinae est une espèce éteinte de la famille des Acrocéphalidés. Elle était endémique des Mariannes du Nord. Elle s'est probablement éteinte dans les années 1970.
Le nom de cet oiseau rend hommage à l'ornithologiste japonais Yoshimaro Yamashina (1900-1989).